# Machimus cinchonaensis
Machimus cinchonaensis là một loài ruồi trong họ Asilidae. Machimus cinchonaensis được Joseph & Parui miêu tả năm 1986. Loài này phân bố ở miền Ấn Độ - Mã Lai.